# Polykarp Leyser der Ältere

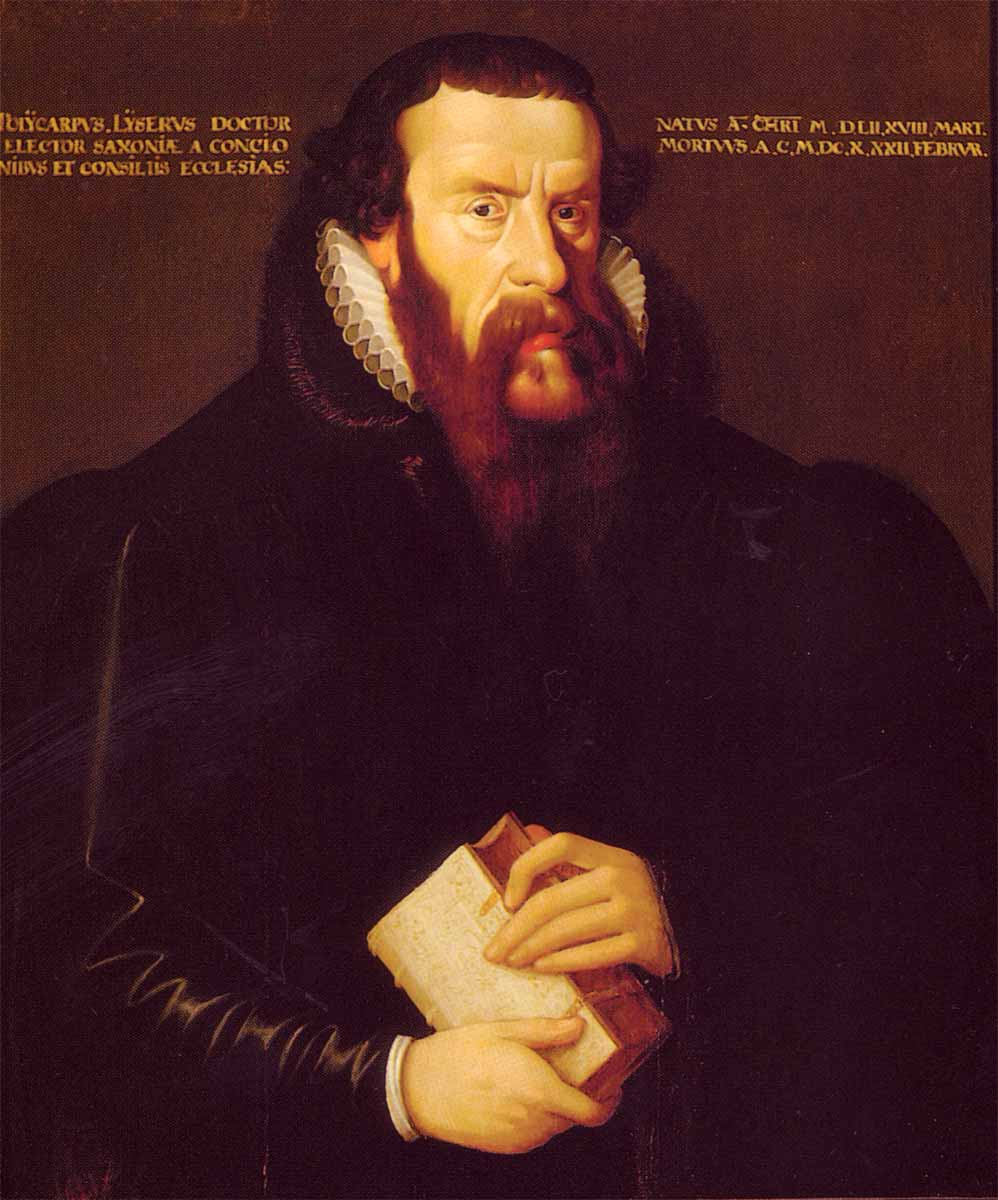
Polykarp Leyser d. Ä. 1602

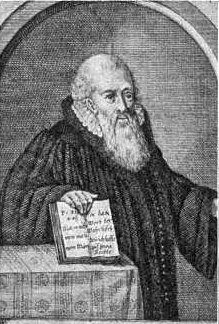
Porträt des alten Leyser

Polykarp (von) Leyser der Ältere (* 18. März 1552 in Winnenden; † 22. Februar 1610 in Dresden; auch Polykarp Leyser I.) war ein lutherischer Theologe, Superintendent von Braunschweig, Generalsuperintendent des sächsischen Kurkreises, Professor der Theologie in Wittenberg, kursächsischer Oberhofprediger und Konsistorialrat von Sachsen.

## Leben

### Bildungsweg
Polykarps Vater, Magister Kaspar Leyser (* 20. Juli 1526; † Ende 1554 in Nürtingen), war Pfarrer in Winnenden, später in Nürtingen. Er trat an der Seite von Jacob Andreae dafür ein, die Kirchenzucht gänzlich in die Hände der Pfarrer zu legen, was auf Einrichtung von Gemeindekonsistorien hinausgelaufen wäre. Dabei unterhielten beide Kontakt zu Johannes Calvin, der ihren Vorstellungen jedoch reserviert gegenüberstand. Immerhin gelang es ihnen, die Zustimmung des Herzogs Christoph von Württemberg zu erhalten. Da allerdings Johannes Brenz davor warnte, die in der Württemberger Territorialkirche zentralisierte Kirchenzucht aufzugeben, kam der Plan nicht zur Ausführung.
Polykarp Leysers Mutter Margarethe war eine Tochter des Tübinger Kaufmanns Johannes Entringer und eine Schwägerin Jakob Andreaes. Nachdem Kaspar Leyser 1554 gestorben war, heiratete seine Witwe schon bald Lucas Osiander den Älteren. 1556 verzog die Familie nach Blaubeuren, wo Leyser die Klosterschule besuchte und mit den drei Söhnen seines Stiefvaters aufwuchs. 1562 übersiedelte er auf das Stuttgarter Pädagogium. Nach dem Tod seiner Mutter 1566 entsandte ihn sein Stiefvater auf die Universität Tübingen, wo er als herzoglicher Stipendiat protestantische Theologie studierte.
In Tübingen lernte er Ägidius Hunnius kennen, mit dem ihn bald eine tiefe Freundschaft verband. 1570 erwarb er den akademischen Grad eines Magisters und wurde kurz darauf Stiftsrepetent. Theologisch beeinflusst wurde er während dieser Zeit vor allem von Jacob Heerbrand, Andreae und Dietrich Schnepf. Leyser zeichnete sich durch hervorragende Prüfungsergebnisse aus. Daher ließ ihn Andreae 1572 bereits öffentlich über die Rechtfertigungslehre disputieren. Anfang des Jahres 1573 wurde er ordiniert übernahm ein Pfarramt im niederösterreichischen Göllersdorf. Hier trat er mit dem kaiserlichen Rat und Erbtruchsess Michael Ludwig von Puchheim (1512–1580) in Verbindung, der ihn mit dem Hofleben unter Maximilian II. vertraut machte. Alsbald wurde man auf ihn in Graz aufmerksam und wollte ihn für dortige Aufgaben gewinnen, jedoch rieten Osiander und Puchheim ab. Stattdessen ging er zurück nach Tübingen, wo er am 16. Juli 1576 gemeinsam mit seinem Freund Hunnius zum Doktor der Theologie promovierte. Zunächst hatte Leyser nur geringe Berufsaussichten, was sich jedoch schon bald ändern sollte.

### Wittenberger Zeit
In Wittenberg hatte es an der Universität durch die Auseinandersetzungen um den Sturz der Philippisten seit 1574 einschneidende personelle Veränderungen gegeben. Diese waren teilweise von tumultartigen Unmutsäußerungen gegen die Lehrkräfte begleitet. So wandte man sich nach dem Tod des einstigen Vorstehers der theologischen Fakultät Kaspar Eberhard im Oktober 1575 zunächst an David Chytraeus mit der Bitte, die Generalsuperintendentur in Wittenberg zu übernehmen, der jedoch ablehnte. Daraufhin berief man Leyser im November desselben Jahres als Generalsuperintendent nach Wittenberg. Mit dieser Stelle war das Pfarramt an der Stadtkirche Wittenberg verbunden.
Leyser wurde zunächst von seinem Landesherrn Herzog Ludwig von Württemberg für zwei Jahre an Kurfürst August von Sachsen ausgeliehen. Am 20. Januar 1577 hielt er eine Probepredigt in Dresden. Am 3. Februar folgte seine feierliche Einführung in Wittenberg. Leyser begab sich sodann über Dresden zurück nach Österreich, um „seine Sachen abzuholen“. Am 12. Mai war er wieder in Wittenberg und nahm nun seine Amtsgeschäfte auf. Dass ein 25-Jähriger plötzlich im höchsten kirchlichen Amt in Wittenberg stand, ohne vorher theologisch in Sachsen aufgefallen zu sein, erregte allgemeines Aufsehen. Als er dann auch noch am 8. Juni Professor an der theologischen Fakultät wurde und am 20. November 1577 gar Mitglied des Konsistoriums, unterstellten ihm einige Personen Vetternwirtschaft.
Jedoch konnte Leyser sich durch seine besänftigende Haltung bei der Vertreibung der sächsischen Kryptocalvinisten und bei der Reorganisation der Wittenberger Universität solche Verdienste erwerben, dass auch seine Kritiker bald in den Hintergrund traten. Vor allem kamen ihm rhetorische Fähigkeiten und eine anspruchslose und zuverlässige Art zugute. Diese erhöhten seine Popularität unter den Studenten, zu denen auch Philipp Nicolai und Johann Arndt gehörten. Leysers Fähigkeiten zeigten sich auch bei Ausarbeitung der Konkordienformel, die 1580 im Konkordienbuch erschien. Dabei entwickelte er enge Kontakte zu Martin Chemnitz und Nikolaus Selnecker. Gemeinsam mit letzterem wurde er beauftragt, die Unterschriften einer dafür einberufenen Kommission in Kursachsen zur Konkordienformel, die er selbst am 25. Juni 1577 als erster Geistlicher des Kurkreises unterschrieben hatte, einzuholen.
Alsbald nahm er an den bedeutenden theologischen Konventen in Sachsen teil und bewährte sich als Protokollant derselben. Den Wittenberger Neidern war ein Außenstehender immer ein Dorn im Auge. Um ihnen die Grundlage zu entziehen, heiratete er im März 1580 die Einheimische Elisabeth Cranach. Die im Wittenberger Rathaus stattfindende Hochzeit wurde allerdings durch studentische Ausschreitungen und ausschweifende Trinkgelage überschattet, die die zuständigen Stellen noch später beschäftigen sollten.
1581 finden wir Leyser als Visitator der sächsischen Kurkreise wieder, wobei er sich vor allem dem niederen Schulwesen und den Fürstenschulen in Meißen, Schulpforta und Grimma widmete. Publizistisch erschienen von ihm während dieser Zeit lediglich Leichenpredigten und Disputationen. Vor allem aber machte ihm der Widerstand gegen die Konkordienformel zu schaffen. Tilemann Hesshus war während dieser Zeit sein erbitterter Gegner bei Durchsetzung der Ubiquitätslehre. Die Streitigkeiten wurden auf Kolloquien ausgetragen, so 1583 in Quedlinburg, wo er den letzten großen Auftritt seines einstigen Mentors Chemnitz miterlebte. Als dieser am 9. September 1584 aus dem Amt des braunschweigischen Superintendenten schied, wollten die Braunschweiger Leyser als neuen Superintendenten verpflichten. Er lehnte jedoch auf Rat Selneckers ab, da er sich seinem Dienstherrn August von Sachsen verpflichtet sah.
Als August 1586 starb – die Leichenpredigt hielt ihm Leyser –, wendete sich das Blatt mit Antritt des neuen Kurfürsten Christian I., der zum Calvinismus tendierte und diesen schleichend durchsetzte. So befreite er die Pfarrer von der Pflicht, die Konkordienformel bei der Ordination zu unterschreiben, was auch auf das Lehrpersonal ausgedehnt worden war. Leyser, der als wichtigster Vertreter des Konkordienluthertums unter August von Sachsen galt, war zudem zunehmend Anfeindungen Nikolaus Krells und Johann Majors ausgesetzt, die wachsenden Einfluss auf die Universitäts- und die Konsistorialangelegenheiten ausübten. Über diese Anfeindungen war Leyser derart erbost, dass er die Studenten davor warnte, unter Major den Magistertitel zu erwerben. Als der Calvinist Matthias Wesenbeck in der Schlosskirche zu Füßen Martin Luthers beigesetzt wurde und Leyser in seiner Leichenpredigt behauptete, dieser habe sich vor seinem Tod vom Calvinismus losgesagt und sei gut lutherisch gestorben, kam es zu einem Eklat, der Leyser noch bis in seine Braunschweiger Zeit begleiten sollte.

### Braunschweiger Zeit
In Braunschweig war es 1587 zu theologischen Auseinandersetzungen mit den dortigen Stadtsuperintendenten gekommen, so dass man sich erneut an Leyser wandte, um durch sein Kommen eine Klärung der Angelegenheit herbeizuführen. Krell unterstützte diesen Antrag, um seinen unliebsamen Gegner im sächsischen Wittenberg loszuwerden, und erwirkte die Einwilligung des Kurfürsten, der zwar nicht gerade über den Fortgang von Leyser erfreut war, aber dennoch im August 1587 die Entlassung gewährte. Nachdem Leyser sich bereits erstmals im September nach Braunschweig begeben hatte, wurde seine endgültige Abreise im Dezember von Protesten begleitet, die in seinem Abzug ein Vordringen des Calvinismus sahen.
Am 17. Dezember 1587 hielt Leyser seine Antrittspredigt in Braunschweig an der St. Aegidien-Kirche und wurde Koadjutor des Superintendenten, den er alsbald verdrängte, was es ihm erleichterte, sich als energischer Verteidiger der Ubiquitätslehre zu erweisen. Am 22. Dezember erfolgte die offizielle Anstellung. Leyser setzte in seiner Braunschweiger Zeit durch, dass die Konkordienformel ein Bestandteil der dortigen Kirchenordnung wurde. Von Braunschweig aus musste er mitverfolgen, wie seine Errungenschaften in Kursachsen durch die Calvinisten konsequent rückgängig gemacht wurden. So schränkte man die kirchliche Aufsicht über die Fürstenschulen ein, erließ eine neue Kirchen- und Schulordnung sowie eine neue Konsitorialordnung und hob das Oberkonsistorium in Dresden auf. Man vertrieb die Lutheraner aus ihren Ämtern und setzte Vertreter des Calvinismus ein. Leyser, der dieses Treiben beenden wollte, reiste deshalb nach Lüneburg, Hamburg, Lübeck, Wismar und Rostock, um Verbündete für seinen Kampf gegen den Calvinismus zu suchen.
1591/92 trat Leyser im Streit um die Abschaffung des Exorzismus bei der Taufe auf und stritt in dieser Frage besonders mit seinem Wittenberger Amtsnachfolger Urban Pierius. Als die Taufriten im Fürstentum Anhalt-Bernburg dennoch geändert wurden, hielt Leyser eine flammende Verteidigung von Luthers Taufbüchlein. Die calvinistischen Theologen Anhalts antworteten daraufhin mit einem Angriff auf den bereits verstorbenen Chemnitz. Leyser reagierte mit einer sehr emotionalen „Rettung der Ehre, des Glaubens und Bekenntnisses Herrn Dr. Martini Chemniti […] welcher von den Anhältern und Calvinisten gelästert, als wenn er vor seinem Ende von seiner Bekenntnis abgefallen wäre“ (Magdeburg 1592) und fand in den Kreisen der Braunschweiger Theologen weitgehende Unterstützung.
Inzwischen hatte sich die Lage durch den Tod Christians I. von Sachsen erneut geändert. Friedrich Wilhelm I. (Sachsen-Weimar) hatte die Amtsgeschäfte für den noch minderjährigen Christian II. von Sachsen übernommen und änderte die Religionspolitik wieder in die Bahnen des einstigen Kurfürsten August zurück. Dadurch verloren die calvinistischen Kräfte ihren Einfluss in der sächsischen Religionspolitik. Man griff rasch wieder auf Leyser zurück und machte ihm bereits im Oktober 1591 durch Georg Mylius den Vorschlag, in den kursächsischen Kirchendienst zurückzukehren. Der calvinistische Generalsuperintendent wurde abgesetzt und Leysers Schwager Augustin Cranach nach Braunschweig entsandt, um Leyser zur Rückkehr nach Wittenberg zu bewegen.
Jedoch verblieb Leyser weiter in Braunschweig, auch ein Angebot der Leipziger Generalsuperintendentur mit dem Pfarramt an der St. Nicolaikirche schlug er aus. Im Sommer 1592 begannen Verhandlungen mit den Vertretern Wittenbergs und Braunschweigs über eine Entlassung aus den Braunschweiger Diensten. Da die Braunschweiger Bürger im Abwandern Leysers eine Intrige seiner Gegner sahen, kam es zu Volksaufläufen. Im April 1593 einigte man sich darauf, dass Leyser für zwei Jahre nach Wittenberg gehen und nebenbei die Braunschweiger Superintendentur behalten sollte. Leyser musste geloben, im April 1595 nach Braunschweig zurückzukehren und einmal im Jahr das ganze Kirchenwesen zu visitieren. Um die Erfüllung dieser Vereinbarungen zu sichern, musste er seinen Hausrat in der Stadt belassen.
So hielt Leyser am 21. Mai 1593 seine zweite Antrittsrede als Wittenberger Professor und Generalsuperintendent. In ihr blickte er auf das hinter ihm liegende fünfjährige »Exil« zurück und dankte Gott für dessen Treue. Ganz in diesem Sinne hat Leyser seine den Braunschweigern gegebenen Versprechen getreulich eingehalten: bereits Ende Juni machte er seine erste Visitation, die nächste folgte im Herbst.
Alsbald wurde Leyser als Dekan der theologischen Fakultät in die Auseinandersetzung mit Samuel Huber, den er anfänglich unterstützte, gezogen. Huber verbreitete, dass die Konkordienformel kryptocalvinistisch sei und vertrat seine Lehre vom „Gnadenuniversalismus“. Leyser und besonders sein Freund Ägidius Hunnius der Ältere, der ebenfalls an der Wittenberger Universität wirkte, beriefen ein Kolloquium ein. Alle Vermittlungsversuche schlugen jedoch im Streit mit Huber fehl, so dass dieser 1594 aus den universitären und 1595 aus kursächsischen Diensten entlassen wurde. Leyser begab sich im April 1594 nach Braunschweig, um dort erneut Visitationen vorzunehmen. Auf Betreiben der Kurfürstin Sophie wurde Leyser als Oberhofprediger nach Dresden berufen. Es bedurfte einiger Verhandlungen, den Braunschweiger Rat zur Einsicht zu bewegen, Leyser ziehen zu lassen. Am 2. Juni 1594 hielt Leyser seine zweistündige Abschiedspredigt. Drei Tage später reiste er nach Dresden ab.

### Dresdner Zeit

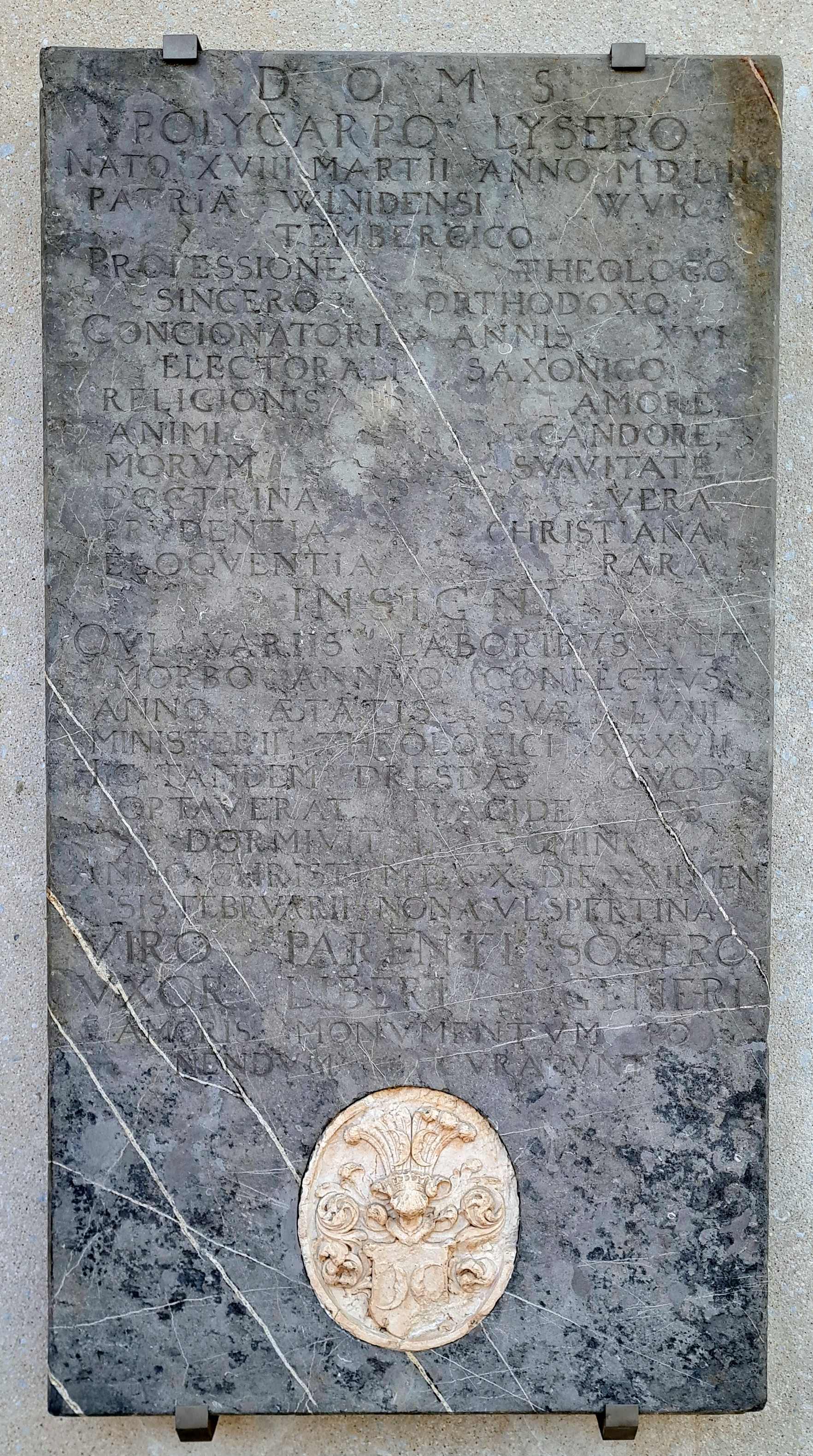
Grabplatte Leysers in Dresden

Im Juli 1594 trat Leyser sein Amt als Erster Hofprediger in Dresden an und wurde so quasi mit landesbischöflichen Rechten für Sachsen ausgestattet. Als lutherisch-orthodoxer Hofprediger verkörperte er die typischen Züge seiner theologischen Grundposition. Diese verankerte er in einem Hofpredigerspiegel, in dem er sein Selbstverständnis der Tätigkeit eines Hofpredigers als Leitbild aller Amtsnachfolger darlegt. Inhaltlich ging Leyser dabei von der Betonung der reinen Lehre in Schrift und Bekenntnis aus, die in der praktischen Konsequenz angesichts der mannigfaltigen Versuchungen und Sünden gerade am Hof zur Notwendigkeit der Strafpredigten führte.
Ausführlich weist Leyser den Vorwurf angeblichen Reichtums im Hofpredigeramt zurück. Kirche und Schule müssen die notwendigen geldlichen Mittel haben, für die er immer wieder Eingaben macht und auch Strafgelder für notwendig hält. Deutlich stellt Leyser die Unabhängigkeit des geistlichen Amtes heraus. Damit begegnet er dem vielfach erhobenen Vorwurf besonders gegen die Hofprediger, sie wollten in ihrem Amt Einfluss auf politische Angelegenheiten nehmen. Denn auch Leyser selbst sah sich dem Vorwurf ausgesetzt, die Rolle eines „Dreßnischen Bapstes“ zu spielen. Die Pfaffen, so hieß es, wollten zu viel „dominieren“, einen Fuß auf der Kanzel, den anderen auf der Kanzlei haben. Mit dem geschickten Hinweis auf die vermischten, halb geistlichen, halb weltlichen Angelegenheiten bei Kirchen- und Schulsachen hebt er die Verantwortung der Hofprediger gerade in diesem Bereich hervor, obwohl eine geistliche Person nur mit geistlichen Sachen umzugehen habe. Im Zusammenhang mit der von Leyser geforderten strikten Einhaltung der überkommenen Kirchenordnungen werden ausführlich die Kämpfe vor allem mit dem Landadel geschildert, der sich den Anordnungen des angeblichen Dresdner Papstes – etwa bei Kindtaufen – nicht fügen will.
Leyser wollte mit diesen Regeln deutlich einen allgemeinen Maßstab für Hofprediger setzen, vor allem für junge Prediger, die bedenken sollen, „wie ein Hoff-Prediger so einen beschwerlichen, sorglichen standt habe in seinem beruff.“ Mit einer scharfen Kritik, wohl besonders im Blick auf calvinistische Hofprediger, beschließt Leyser seinen Hofpredigerspiegel: „Wie sol es denn denen gehen/ die so blindlingen in die Hoffpredicatur hineinplatzen/ bedencken nicht einnmahl/ was für ein sorglich thun es sey/ sitzen von einer mitternacht biß zur andern/ liegen unten und oben mit der gesellschaft/ und machen es so unsöde/ daß einem die Ohren wehe thun/ der es nur höret?“
Dieser Geist eines selbstbewussten lutherischen Hofpredigers kommt auch in den Dresdner Regenten- und Landtagspredigten Leysers zum Ausdruck, in denen das Obrigkeitsverständnis und die Obrigkeitskritik des älteren Luthertums besonders charakteristisch zusammengefasst sind. In direktem Bezug auf Luthers Obrigkeitsverständnis in der Obrigkeitsschrift von 1523 und vor allem in seiner Auslegung des Psalms 101 von 1535 stellte Leyser die tiefe Verbundenheit von göttlicher Würde und hoher Verantwortung des obrigkeitlichen Amtes heraus. Nur aus diesem Zusammenhang ist seine erhebliche Kritik an dem konkreten Handeln der Obrigkeit zu verstehen.
Leyser geht es in seiner politischen Predigt am Dresdner Hof in erster Linie um die Eigenständigkeit der Kirche und des geistlichen Amtes im frühneuzeitlichen Territorialstaat. Im Hofpredigeramt versucht er, mit grundsätzlicher Belehrung und konkreter Ermahnung auf die Gestaltung der öffentlichen Angelegenheiten, vor allem auf die Kirchenordnung, maßgeblich Einfluss zu nehmen. Durch die Strafpredigt übt er Kritik an der Obrigkeit, rügt nicht nur das persönliche Verhalten, sondern betont auch die politische und vor allem soziale Verantwortung der Regenten und ihrer Hofbeamten. Sie entspricht dem strengen Maßstab, den Leyser für sich selbst und für alle Prediger, insbesondere die Hofprediger, aufstellt. Die ethischen Kriterien und das Anschauungsmaterial für sein Obrigkeitsverständnis entnimmt Leyser mit der ganzen lutherischen Orthodoxie den frommen Königen des Alten Testamentes. Indem der lutherische Hofprediger seinen Rat mit dem des Kanzlers Nikolaus Krell kontrastiert, nimmt er schon jene Unvereinbarkeit von Gottesfurcht und Staatsräson vorweg, mit der nach dem Dreißigjährigen Krieg lutherische Theologen gegen die zerstörerischen Kräfte im Herrschaftsverständnis des frühabsolutistischen Staates ankämpfen. Sein Verständnis vom Charakter eines lutherischen Staatsmannes findet seinen Niederschlag in der Leichenrede für den kursächsischen Kanzler David Peifer (1602). (Eine christliche Predigt, Matthes Stöckel, Dresden 1602)
Von Dresden aus setzte er sich nicht nur mit den abweichenden Vorstellungen auseinander, sondern hatte im Zusammenhang mit dem Hofpredigeramt auch innersächsische Kirchenfragen zu klären. So führte er selbst Visitationen durch, führte die Generalsuperintendenten in ihr Amt ein und arbeitete an den Universitätsordnungen in Sachsen mit. In seinem Testament vermachte er Studenten Geld, das diese beim Studium unterstützen sollte und jährlich an den Tagen des heiligen Polycarp (26. Januar) und der heiligen Elisabeth (19. November) ausgezahlt wurde. Für seine Verdienste und die seiner Vorfahren um das Haus Österreich wurde er von Kaiser Rudolf II. am 22. Dezember 1590 in Prag in den erblichen Adelsstand erhoben. Nach längerer Krankheit verstarb er in Dresden. Seine feierliche Beisetzung fand am 1. März 1610 in der dortigen Sophienkirche statt.

## Leyser als Autor
Leyser, der sich als Theologe im Laufe seines Lebens auch literarisch mit den Auseinandersetzungen seiner Zeit befasste und dabei einen umfangreichen Briefverkehr pflegte, ist bei weitem noch nicht vollständig wissenschaftlich aufgearbeitet. Sein Urenkel Polykarp Leyser III. veröffentlichte 1706 in Sylloge epistolarum eine umfangreiche Briefauswahl, die vermutlich nur die Spitze des noch zu erforschenden Potentials, mit 200 Briefen von ihm und 5000 an ihn darstellt. Des Weiteren sind von ihm umfangreiche Leichenpredigten bekannt, die das Spektrum des Predigers in der Zeit des Konkordienluthertums und seinen kontextsensitiven Belangen erweitern. Seine theologischen Ausführungen umfassen mehr als 60 Schriften und bilden somit einen weiteren Forschungsbestand, der über den bisher unzureichend erforschten Bereich der Netzwerke des Luthertums im Bereich der Konfessionalisierung zusätzliche Auskunft geben kann.

### Schriften
Für eine komplette Übersicht der erhaltenen Drucke siehe das Verzeichnis der im deutschen Sprachbereich erschienenen Drucke des 16. Jahrhunderts (VD 16)

## Fazit
Leyser, der durch seinen Vater, seinen Onkel Andreae und später durch seinen Stiefvater Osiander gefördert wurde, fand auch durch seinen Lehrer Chemnitz zu einem tief verwurzelten Standpunkt in der lutherischen Orthodoxie. In den Schwierigkeiten seiner Zeit war er derjenige, der diese Orthodoxie etablierte. Man staunt über seine Schaffenskraft bei den Loci theologici (1591/92), der Harmonia evangelica (1593), Postilla (1593) und De controversiis iudicium (1594). Sein theologischer Standpunkt entzündete sich am Streit um den kursächsischen (Krypto)Calvinismus, am Exorzismusstreit, am Streit um die lutherische Christologie und am Huberschen Streit. Leyser hat damit zweifellos zu den Schlüsselfiguren des nord- und mitteldeutschen Konkordienluthertums gezählt. Nicht zuletzt sah er sich ständigen Anfeindungen ausgesetzt und wurde in Flugschriften im damals für Deutschland nicht unbedeutenden Landesteil Sachsen als Papst von Dresden angegriffen. Als einer der maßgeblichen Mitarbeiter der Konkordienformel setzte sich Leyser auch literarisch für die Verteidigung der lutherischen Orthodoxie, gegen den Calvinismus und die römische Kirche ein. Auf kurfürstlichen Befehl begleitete er die Arbeit mehrerer Konvente am Konkordienbuch. Er setzte sich für die Begrenzung der Anzahl der Paten auf drei Personen ein. Sein Wirken ist jedoch bei weitem nicht erschöpfend erforscht.

## Familie
Leyser, der selbst den Quellen nach aus der einflussreichen österreichischen Adelsfamilie der Leysers stammte, hatte am 17. Mai 1580 Elisabeth Cranach (* 3. Dezember 1561 in Wittenberg; † 16. September 1645 ebenda) geheiratet. Sie war die jüngste Tochter des bedeutenden Wittenberger Malers und einstigen Bürgermeisters von Wittenberg Lucas Cranach der Jüngere und dessen zweiter Frau Magdalena Schurff (1531–1606), einer Tochter des Naturgelehrten Augustin Schurff. Die offenbar glückliche Ehe währte fast 30 Jahre, und aus ihr gingen fünf Söhne und acht Töchter hervor.
Nach dem Tod des jüngeren Cranach erwarb Leyser im Erbgang dessen Haus an der heutigen Schloßstraße 1 und errichtete für diesen das heute noch in der Wittenberger Stadtkirche hängende Epitaph.
Die Kinder Leysers waren:
1. Magdalena Leyser (* 29. November 1581 in Wittenberg; † 2. April 1602 in Dresden), verheiratet 31. Oktober 1599 in Dresden mit dem kurfürstlichen Wittums-Kammermeister, Rat und Geheimen Sekretär in Dresden Caspar Schreyer (* Wunsiedel; † 14. Juni 1602 in Dresden)
2. Lucas Leyser (* 2. Mai 1583 in Wittenberg; † 23. August 1599 in Wittenberg), Student
3. Elisabeth Leyser (* 12. Januar 1585 in Wittenberg; † 26. September 1635 in Leipzig), heiratete am 26. Januar 1605 Michael Wirth (14. Oktober 1571 – 25. Mai 1618), Appellationsrat in Leipzig, Professor an der Universität Leipzig
4. Polykarp Leyser II. (* 20. November 1586 in Wittenberg; † 15. Januar 1633 in Leipzig), heiratete am 31. Oktober 1615 Sabina Volckmar, der Tochter des Nikolaus Volckmar, Bürgermeister und Buchhändler in Leipzig
5. Caecilie Leyser (* 2. November 1588 in Braunschweig; † 19. April 1665 in Wittenberg), verheiratet seit 1605 mit Erasmus Unruh
6. Friedrich Leyser, Erbsass auf Broda (* 11. April 1591 in Braunschweig; † 19. Juli 1645 in Eilenburg),[2] verheiratet mit Dorothea Schmidt, der Tochter des Amtsschössers in Torgau Georg Schmidt, promovierte 1617 in Jena zum Doktor der Theologie, Superintendent in Eilenburg, schrieb: Disp. inaug. de dicto Apostolico, Rom. 4. 22. 23. sowie einige Leichenpredigten.
7. Wilhelm Leyser I. (* 26. Oktober 1592 in Braunschweig; † 8. Februar 1649 in Wittenberg)
  1. Ehe mit Regina Tüntzel (* 22. Juli 1602 in Leipzig; † 30. Dezember 1631 in Wittenberg), die Tochter des kaiserlichen Hofpfalzgrafes u. kurfürstlich sächsischen Geheimrats Gabriel Tüntzel († 21. Dezember 1645 Dresden) und dessen Frau Catharina Schilter (* 17. Dezember 1576 in Leipzig, † 22. März 1628 in Dresden)
  2. Ehe mit Katharina Bose (* 15. Dezember 1615 in Leipzig, †  30. Juni 1677 in Wittenberg), Tochter des Ratsherrn und Händlers Caspar Bose († 5. Juli 1676) und dessen Frau Katharina Schreider (1578–1620). Verheiratet II. am 17. Februar 1663 in Wittenberg  mit Caspar Ziegler
8. Magaretha Leyser (* 22. Februar 1594 in Wittenberg; † 14. Januar 1662 in Leipzig), heiratete am 28. Oktober 1611 in Leipzig den Juristen und Assessor am Schöppenstuhl zu Leipzig Enoch Heiland (auch: Heyland), dessen Sohn Polycarp Heyland Vater von Auguste Christine, der Ehefrau von Christian Thomasius (1655–1728) war.
9. Sophia Leyser
  1. Ehe am 9. Februar 1613 mit Dr. med. Bartholomäus Krüger (* 30. April 1579 in Danniko bei Magdeburg; † 23. Mai 1613 in Wittenberg)
  2. Ehe  am 3. Februar 1617 mit David Faber (auch Fabri), Dr. med. und Kreisphysikus
10. Anna Maria Leyser (* 18. Februar 1597 in Dresden; † 6. Juni 1618 in Wittenberg), verlobt mit Ernst Stisser, verstarb jedoch vor der Hochzeit
11. Dorothea Leyser († 28. April 1667 in Leipzig), verheiratet mit Johann Jacob Reiter, Dr. med. und Professor in Leipzig
12. Euphrosina Leyser
  1. Ehe am 5. November 1622 mit Andreas Großhenning, Dr. theol., Professor in Rostock
  2. Ehe September 1627 mit Leonhard Rechtenbach, Dr. theol., Superintendent in Eisleben
13. Christian Leiser (* 1600 in Dresden; † 30. März 1602 in Dresden)[3]